# Messerschmitt-Bölkow-Blohm

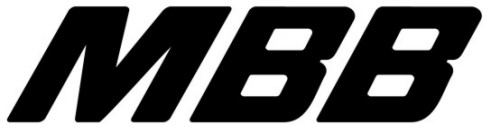
Logotipo de la compañía MBB.

Messerschmitt-Bölkow-Blohm (MBB) era una compañía aeronáutica alemana formada como resultado de varias fusiones a finales de la década de 1960. Entre sus productos mejor conocidos está el helicóptero ligero bimotor MBB Bo 105. MBB fue comprada por la compañía alemana DASA en el año 1989, que formó parte de la corporación europea EADS, llamada hoy Airbus Group.

## Historia

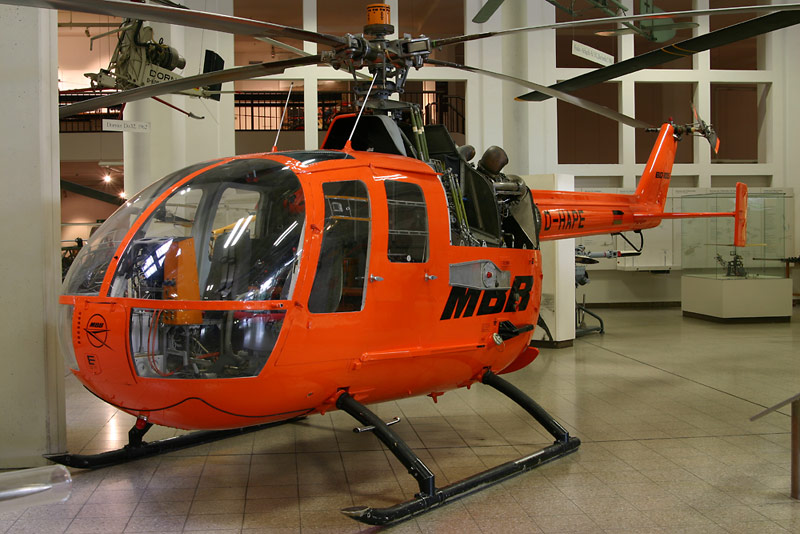
El cuarto prototipo MBB Bo 105 en el Deutsches Museum en Múnich.

El 6 de junio de 1968, Messerschmitt AG se fusionó con la pequeña empresa de aviación e ingeniería civil Bölkow, convirtiéndose en Messerschmitt-Bölkow. En mayo del año siguiente, la empresa adquirió Hamburger Flugzeugbau (HFB), la división aeronáutica de Blohm + Voss. La empresa cambió su nombre a Messerschmitt-Bölkow-Blohm (MBB).
Originalmente el 51% de MBB era propiedad de la familia Blohm, Willy Messerschmitt y Ludwig Bölkow. El 22,07% era propiedad del estado alemán de Hamburgo, el 17,05% del estado de Baviera, el 7,16% de Thyssen AG, el 7,16% de Siemens AG, el 7,13 % De Allianz Versicherungs-AG, 7,13% de Robert Bosch GmbH, y el 6,15% de Friedrich Krupp GmbH.
En 1981 MBB adquirió la Vereinigte Flugtechnische Werke (VFW), que a su vez se había formado de la fusión de Focke-Wulf, Focke-Achgelis y Weserflug. En el año siguiente, MBB adquirido la empresa aeroespacial Entwicklungsring Nord (ERNO) y se convirtió en MBB-ERNO, que movía un volumen de negocios de 2,9 millones de euros en el año 1982.
En 1989 MBB fue asumida por Deutsche Aerospace AG (DASA), que pasó a denominarse Daimler-Benz Aerospace en 1995. Con la fusión en 1998 de Daimler-Benz y Chrysler Corporation, la división aeroespacial fue renombrada DaimlerChrysler Aerospace AG el 7 de noviembre de 1998. La consolidación de la defensa europea dio lugar a la fusión de DASA de Alemania con Aérospatiale-Matra de Francia y Construcciones Aeronáuticas S.A. (CASA) de España para formar la corporación European Aeronautic Defence and Space Company (EADS) en el año 2000. La antigua DaimlerChrysler Aerospace ahora funciona como EADS Alemania.

## Subsidiarias
- MBB-Liftsystems AG, produce sistemas de elevación para camiones y furgonetas
- MBB-Sondertechnik, (hoy FHS Förder-und Hebesysteme GmbH) rotores de viento desarrollado en los años 1980 y 1990, y los sistemas de elevación para uso militar. Cuando DASA CEO Jürgen E. Schrempp inició el programa (Dólar baja de Rescate) a mediados del decenio de 1990, unos 16000 puestos de trabajo se perdieron, así como el desarrollo de la energía eólica se dio por terminada.
- MBB Gelma GmbH, produce unidades de cronometraje y control de las unidades de la máquina (hoy propiedad de DORMA KG)
- MBB Projects GmbH

## Aeronaves

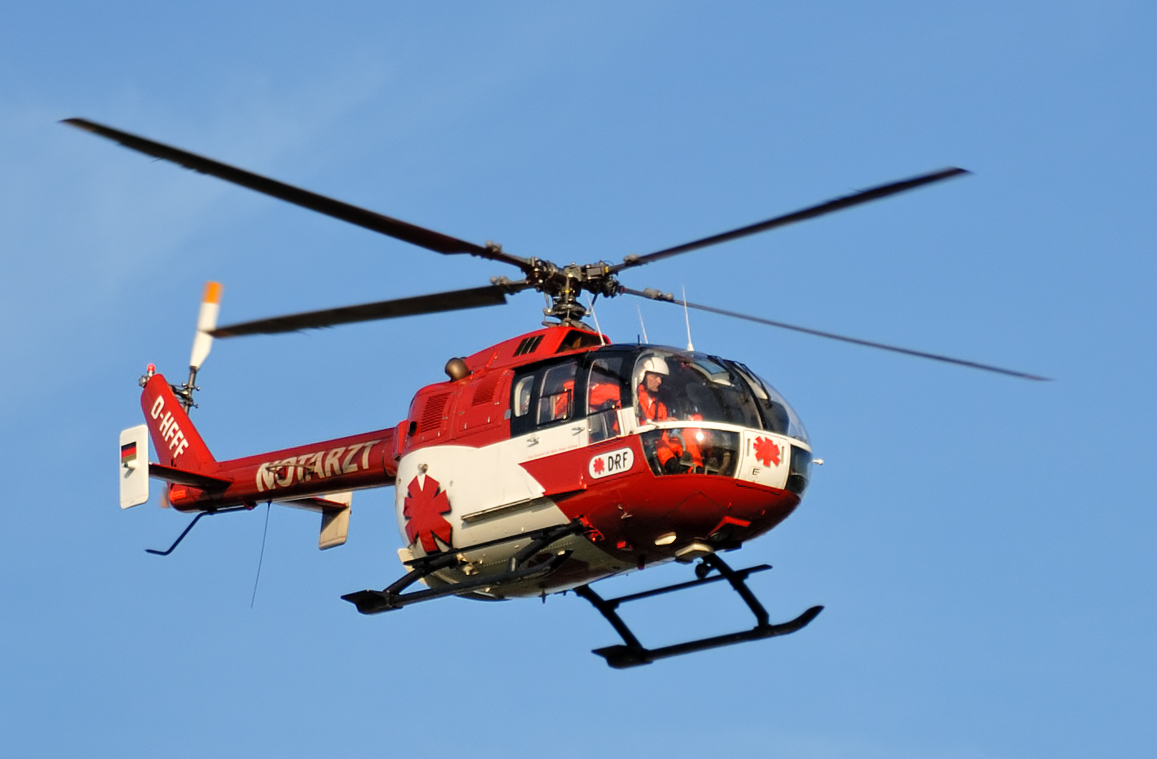
Un MBB Bo 105.

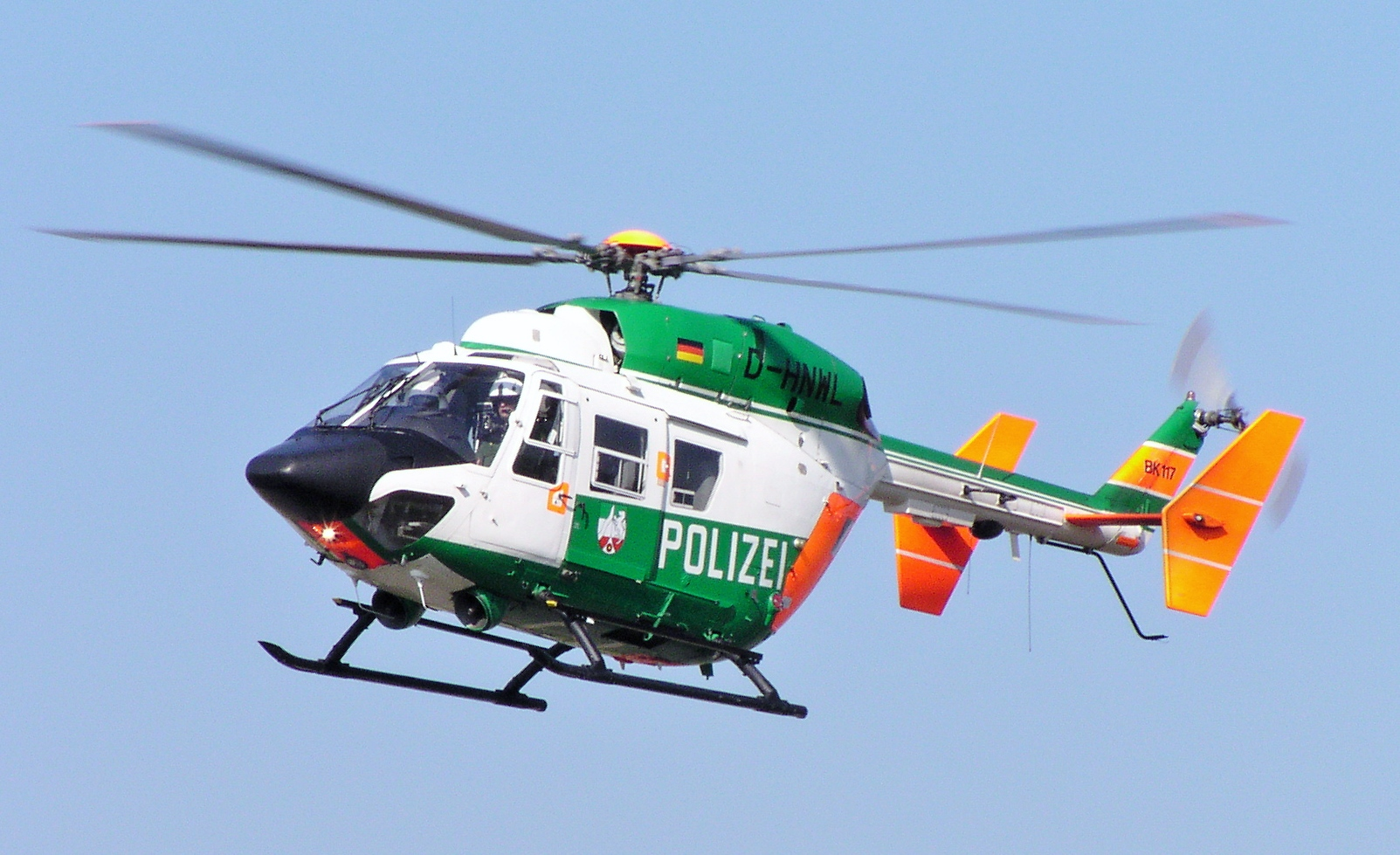
Un BK 117 B2 de la Policía de Alemania.

### Propias
- MBB Lampyridae.
- MBB Bo 102.
- MBB Bo 103.
- MBB Bo 105.
- MBB Bo 106.
- MBB Bo 108 - A partir de este modelo se desarrolló el Eurocopter EC 135.
- MBB Bo 115.
- MBB/Kawasaki BK 117 - A partir de este modelo se desarrolló el Eurocopter EC 145.
- MBB 223 Flamingo.
- MBB F-104G/CCV.

### Por asociación
- Airbus A300
- Airbus A310
- Familia Airbus A320 (A318, A319, A320 Y A321)
- Panavia Tornado
- Eurofighter Typhoon
- Rockwell-MBB X-31
- Transall C-160